# Miroslav Nemec
Miroslav Nemec (Zagreb, 26. lipnja 1954.) je u Njemačkoj poznati glumac hrvatskog podrijetla. 
Od 1990-ih glumi u popularnoj TV-seriji Tatort - policijskog komisara „Ivu Batića“.
Dobitnik je brojnih profesionalnih nagrada.

## Vanjske poveznice
- Kommissar Batic u Tatortu  Arhivirana inačica izvorne stranice od 20. veljače 2007. (Wayback Machine)
- Miro Nemec Band  Arhivirana inačica izvorne stranice od 24. rujna 2017. (Wayback Machine)